# Kroatische Volleyballnationalmannschaft der Männer
Die kroatische Volleyballnationalmannschaft der Männer ist eine Auswahl der besten kroatischen Spieler, die den Verband Hrvatski Odbojkaski Savez bei internationalen Turnieren und Länderspielen repräsentiert. Die Mannschaft entsteht 1991 nach dem Zerfall Jugoslawiens.

## Geschichte

### Weltmeisterschaft
Bei seiner ersten Teilnahme an einer Volleyball-Weltmeisterschaft belegte Kroatien 2002 den 19. Platz.

### Olympische Spiele
Kroatien konnte sich noch nie für Olympische Spiele qualifizieren.

### Europameisterschaft
Bei der Europameisterschaft 2005 erreichten die Kroaten den achten Rang. Die EM 2007 beendeten sie auf dem 14. Platz.

### World Cup
Kroatien hat noch nie im World Cup gespielt.

### Weltliga
Auch die Weltliga fand bisher ohne kroatische Beteiligung statt.

### Europaliga
Bei der Premiere der Europaliga belegte Kroatien 2004 den siebten Platz. Beim Final Four 2006 unterlagen sie erst im Endspiel gegen die Niederlande.